# J. Carrol Naish
J. Carrol Naish (New York, 21 januari 1897 – La Jolla, 24 januari 1973) was een Amerikaanse acteur.
Naish was van Ierse afkomst. Hij werkte aanvankelijk in het toneel, voordat hij zijn entree maakte op het witte doek. In zijn circa veertigjarige carrière speelde hij in meer dan tweehonderd films. Hij was ruim bereisd en had een gave voor talen, dialecten en accenten, en speelde tal van vaak kleurrijke rollen: vaak zuid-europese figuren, maar ook indianen (twee keer Sitting Bull), eigenlijk alles maar slechts hoogzelden iemand van Ierse afkomst. 
Hij werd twee keer genomineerd voor een Oscar (en speelde in vier films genomineerd voor een Oscar, als 'beste film'), en heeft een plekje in de Hollywood Walk of Fame.
Naish was langjarig (meer dan veertig jaar, tot zijn dood) getrouwd met (toneel-)actrice Gladys Heaney: ze hadden één dochter, Elaine, die beperkt optrad als actrice. 
Hij ging op latere leeftijd wijsbegeerte studeren in San Diego.

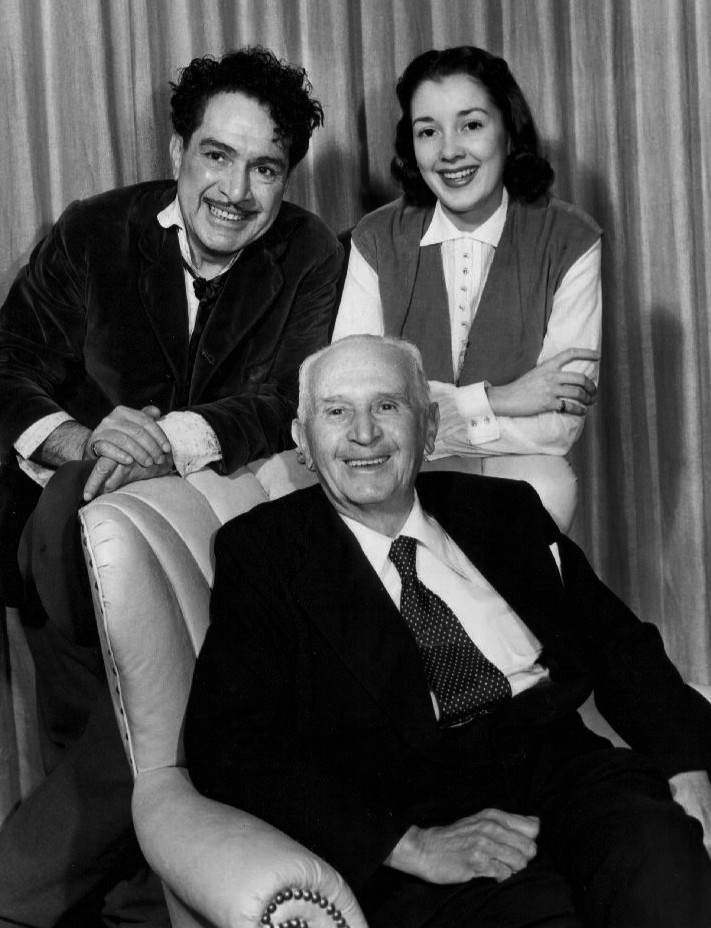
J. Carrol Naish met vader en dochter Elaine (1952)

## Filmografie (selectie)
- 1930: Cheer Up and Smile
- 1931: Tiger Shark
- 1932: Two Seconds
- 1933: The Mad Game
- 1935: Front Page Woman
- 1935: Captain Blood
- 1936: Anthony Adverse
- 1936: Ramona
- 1936: The Charge of the Light Brigade
- 1937: Daughter of Shanghai
- 1938: King of Alcatraz
- 1939: Beau Geste
- 1940: Down Argentine Way
- 1941: That Night in Rio
- 1941: Blood and Sand
- 1941: The Corsican Brothers
- 1942: The Pied Piper
- 1943: Sahara
- 1943: Gung Ho!
- 1944: Dragon Seed
- 1944: House of Frankenstein
- 1945: The Southerner
- 1945: A Medal for Benny
- 1945: Star in the Night
- 1946: Bad Bascomb
- 1946: Humoresque
- 1946: The Beast with Five Fingers
- 1947: The Fugitive
- 1948: Joan of Arc
- 1948  The Kissing Bandit
- 1949: That Midnight Kiss
- 1950: Annie Get Your Gun
- 1950: The Toast of New Orleans
- 1950: Rio Grande
- 1950: Black Hand
- 1951: Across the Wide Missouri
- 1952: Clash by Night
- 1953: Beneath the 12-Mile Reef
- 1954: Saskatchewan
- 1954: Sitting Bull
- 1955: The Last Command
- 1955: Rage at Dawn
- 1971: Dracula vs. Frankenstein

## Televisierollen
- Luigi Basco in Life with Luigi, CBS, 1952  (11 afleveringen) (daarnaast ook een radioserie "Life with Luigi", 1948-1954)
- Charlie Chan in The New Adventures of Charlie Chan, 1957-58,  (39 afleveringen)
- Hawkeye in Guestward, Ho!, ABC, 1960-61  (38 afleveringen)
- Sam Vittorio in Get Smart, 1968